# Live from Beyond Hell/Above Heaven
Albums de Volbeat
Beyond Hell/Above Heaven
(2010) Outlaw Gentlemen and Shady Ladies
(2013)
Live from Beyond Hell/Above Heaven est le premier album live du groupe danois de heavy metal Volbeat, publié le 25 novembre 2011, par Universal Records. Il est enregistré lors des concerts du 19 novembre 2010 au Forum de Copenhague et du 9 avril 2011 au House of Blues d'Anaheim.

## Contenu
Le premier DVD contient un enregistrement du concert du 19 novembre 2010 au Forum de Copenhague devant environ 10 000 spectateurs. Le concert s'est fait avec tous les musiciens invités sur les albums studio du groupe : Jacob Øelund à la contrebasse sur 16 Dollars, Mark Greenway de Napalm Death sur Evelyn, Lars-Göran Petrov de Entombed pour un intermède, Pernille Rosendahl de The Storm sur Mary Ann’s Place, Michael Denner et Mille Petrozza de Kreator sur 7 Shots, Johan Olsen sur The Garden’s Tale et le chanteur de Dio sur Sad Man’s Tongue.
Le second DVD commence par le concert à la House of Blues d'Anaheim du 9 avril 2011. La chanson Angelfuck est une reprise de Misfits. Rob Caggiano d'Anthrax fait une apparition, tout comme le guitariste Scott Ian sur I Only Wanna Be with You. Il y a aussi trois chansons du concert au Rock am Ring de Nürburg du 5 juin 2011 et les coulisses des spectacles.

## Réception
Christof Leim, du magazine Metal Hammer définit Live from Beyond Hell/Above Heaven comme « un document vivant cool ». Le DVD montre que Volbeat « vit simplement en s'amusant » et que « c'est un bon ciné-rock avec beaucoup de punch dans l'image et le son ». Il est noté 6/7. Frank Albrecht du magazine allemand Rock Hard le décrit comme « cohérent », mais dénonce quelques « petites faiblesses dans le choix des morceaux ». Les lecteurs de Metal Hammer l'ont élu « Meilleur DVD de l'année 2011 ».

## Liste des chansons

### CD
Toute la musique est composée par Volbeat.
| No  | Titre                                                                    | Durée |
| --- | ------------------------------------------------------------------------ | ----- |
| 1.  | Intro (Forum, Copenhague)                                                | 0:49  |
| 2.  | The Mirror and the Ripper (Forum, Copenhague)                            | 4:02  |
| 3.  | Maybellene i Hofteholder (Forum, Copenhague)                             | 3:26  |
| 4.  | 16 Dollars (Forum, Copenhague)                                           | 3:06  |
| 5.  | Heaven Nor Hell (Forum, Copenhague)                                      | 5:40  |
| 6.  | Who They Are (Forum, Copenhague)                                         | 3:43  |
| 7.  | Evelyn (Forum, Copenhague - avec Mark "Barney" Greenway de Napalm Death) | 3:22  |
| 8.  | Sad Man’s Tongue (Forum, Copenhague)                                     | 3:49  |
| 9.  | 7 Shots (Forum, Copenhague)                                              | 4:39  |
| 10. | Pool of Booze, Booze, Booza/BOA (Forum, Copenhague)                      | 4:08  |
| 11. | A Warrior’s Call (Forum, Copenhague)                                     | 4:32  |
| 12. | The Garden’s Tale (Forum, Copenhague)                                    | 6:28  |
| 13. | Fallen (Forum, Copenhague)                                               | 5:43  |
| 14. | Thanks (Forum, Copenhague)                                               | 5:11  |
| 15. | The Human Instrument (Forum, Copenhague)                                 | 7:10  |
| 16. | Angelfuck (House of Blues, Anaheim)                                      | 2:46  |
| 17. | Still Counting (House of Blues, Anaheim)                                 | 4:59  |
| 18. | I Only Wanna Be with You (House of Blues, Anaheim)                       | 4:58  |

### DVD
Toute la musique est composée par Volbeat.
| 1.  | Intro                                                |  |
| 2.  | The Mirror and the Ripper                            |  |
| 3.  | Maybellene i Hofteholder                             |  |
| 4.  | Hallelujah Goat                                      |  |
| 5.  | 16 Dollars                                           |  |
| 6.  | Heaven Nor Hell                                      |  |
| 7.  | Guitar Gangsters & Cadillac Blood                    |  |
| 8.  | Who They Are                                         |  |
| 9.  | Evelyn (avec Mark "Barney" Greenway de Napalm Death) |  |
| 10. | Mary Ann’s Place                                     |  |
| 11. | Sad Man’s Tongue                                     |  |
| 12. | We                                                   |  |
| 13. | 7 Shots                                              |  |
| 14. | Pool of Booze, Booze, Booza/BOA                      |  |
| 15. | A Warrior’s Call                                     |  |
| 16. | The Garden’s Tale                                    |  |
| 17. | Fallen                                               |  |
| 18. | Thanks                                               |  |
| 19. | The Human Instrument                                 |  |

| 1.  | A Moment Forever/Hallelujah Goat (House of Blues, Anaheim) |  |
| 2.  | Radio Girl (House of Blues, Anaheim)                       |  |
| 3.  | Angelfuck (House of Blues, Anaheim)                        |  |
| 4.  | Mr & Mrs Ness (House of Blues, Anaheim)                    |  |
| 5.  | Still Counting (House of Blues, Anaheim)                   |  |
| 6.  | Pool of Booze, Booze, Booza/BOA (House of Blues, Anaheim)  |  |
| 7.  | I Only Wanna Be with You (House of Blues, Anaheim)         |  |
| 8.  | Sad Man’s Tongue (Rock am Ring, Nürburg)                   |  |
| 9.  | Mary Ann’s Place (Rock am Ring, Nürburg)                   |  |
| 10. | Still Counting (Rock am Ring, Nürburg)                     |  |
| 11. | Beyond the Scenes (Bonus (Backstages))                     |  |